# LC-26A
Стартовый комплекс 26 (LC-26) — деактивированная стартовая площадка на авиабазе Канаверал, штат Флорида . LC-26 состоял из двух пусковых площадок: A и B. A использовалась для ракет Юпитер-С и Юнона-1 и былa стартовой площадкой для Эксплорер-1, первого спутника Соединённых Штатов, в 1958 году. B использовалась для Юнона-2.
В в первые годы использовалась для запуска баллистических ракет, в испытательных полётах и могла бы быть использована для ядерного удара по Советскому Союзу, если бы началась война.
1 февраля 1958 года (31 января по местному времени) Агентство по баллистическим ракетам армии США запустило Explorer 1 из LC-26A.
LC-26 также является домом музея ракетно-космической техники ВВС . Доступ к музею по адресу LC-26, а также прилегающим LC-5 и LC-6 для широкой публики может быть организован через туристический центр «мыс Канаверал: тогда и сейчас экскурсия». На военно-воздушной базе Кейп-Канаверал проводятся ежемесячные экскурсии.

## Запуски
| Дата           | Ракета-носитель                | Полезная нагрузка (тип) | Космодром / Стартовый комплекс | SCD/COSPAR      | Результат                               |
| -------------- | ------------------------------ | ----------------------- | ------------------------------ | --------------- | --------------------------------------- |
| 01.02 03:47:56 | Юпитер-С (Юнона-1) RS-29 UE    | Эксплорер-1             | Канаверал LC-26A               | 00004/1958-001A | Первый успешный орбитальный запуск США. |
| 05.03 18:27:57 | Юпитер-С (Юнона-1) RS/CC-26 UV | Эксплорер-2             | Канаверал LC-26A               | 00005/1958-003A | Авария.                                 |

## Галерея
- Блокгауз (2010)
- Thor-Able на платформе LC-26B
- Весы в Блокгаузе для взвешивания ракеты
- Консоль запуска (2010)